# Marco Tauleigne
Marco Tauleigne (Francia, 30 de agosto de 1993) es un jugador profesional francés de rugby que se desempeña en la posición de ala abierto en Montpellier Hérault Rugby, equipo perteneciente a la liga Top 14.

## Carrera
Tauleigne es un jugador de formación francesa (JIFF). Comenzó su carrera deportiva con el equipo RC Teillois, en el cual jugó cinco temporadas (2004-2009), después pasó a Club Sportif Bourgoin-Jallieu (2009-2013), luego a Union Bordeaux Bègles (2013-2021), posteriormente a Montpellier Hérault Rugby, donde lleva jugando tres temporadas.